# Martín de Córdova
Martín de Córdova, Marquês de Córdova foi Vice-rei de Navarra e Marquês de Córdova. Exerceu o vice-reinado de Navarra entre 1589 e 1595. Antes dele o cargo foi exercido por Francisco Hurtado de Mendonça. Seguiu-se-lhe João de Cardona.